# Pyrisitia venusta
Pyrisitia venusta is een vlindersoort uit de familie van de Pieridae (witjes), onderfamilie Coliadinae.
Pyrisitia venusta werd in 1836 beschreven door Boisduval.